# Departamento Pomán
Das Departamento Pomán liegt im westlichen Zentrum der Provinz Catamarca im Nordwesten Argentiniens und ist eine der 16 Verwaltungseinheiten der Provinz.
Es grenzt im Norden an die Departamentos Andalgalá und Belén, im Osten an das Departamento Ambato, im Südosten an das Departamento Capayán und im Westen an die Provinz La Rioja.
Die Hauptstadt des Departamento ist Saujil.

## Städte und Gemeinden
Das Departamento Pomán ist in folgende Gemeinden (Municipios) und Siedlungen aufgeteilt:
- Gemeinde Mutquín
  - Apoyaco
  - Mutquín

- Gemeinde Pomán
  - El Pajonal
  - Pomán
  - Retiro de Colana
  - Rosario de Colana

- Gemeinde Saujil
  - Colpes
  - Joyango
  - Rincón
  - San Miguel
  - Saujil
  - Siján